# Skateboarding la Jocurile Olimpice de vară din 2024 - street masculin
Proba de skateboarding street masculin de la Jocurile Olimpice de vară din 2024 a avut loc la 29 iulie 2024 în Place de la Concorde după ce a fost amânată două zile mai devreme din cauza vremii nefavroabile.

## Rezultate

### Calificări
Primii 8 concurenți din cei 22 au avansat în finală.
| Loc | Serie | Skateboarder        | Țară                       | Run   | Run   | Trick | Trick | Trick | Trick | Trick | Total  |
| Loc | Serie | Skateboarder        | Țară                       | 1     | 2     | 1     | 2     | 3     | 4     | 5     | Total  |
| --- | ----- | ------------------- | -------------------------- | ----- | ----- | ----- | ----- | ----- | ----- | ----- | ------ |
| 1   | 2     | Jagger Eaton        | Statele Unite ale Americii | 57,88 | 88,37 | 0,00  | 0,00  | 92,65 | 93,86 | 0,00  | 274,88 |
| 2   | 4     | Nyjah Huston        | Statele Unite ale Americii | 17,89 | 90,18 | 90,31 | 0,00  | 92,17 | 0,00  | 0,00  | 272,66 |
| 3   | 2     | Sora Shirai         | Japonia                    | 61,63 | 86,71 | 93,57 | 0,00  | 0,00  | 90,14 | 0,00  | 270,42 |
| 4   | 3     | Yuto Horigome       | Japonia                    | 89,72 | 34,75 | 93,08 | TNS   | 0,00  | 87,38 | 0,00  | 270,18 |
| 5   | 1     | Matias Dell Olio    | Argentina                  | 88,53 | 0,76  | 0,00  | 88,32 | 0,00  | 89,43 | 0,00  | 266,8  |
| 6   | 1     | Kelvin Hoefler      | Brazilia                   | 86,48 | 90,41 | 0,00  | 73,98 | 85,53 | 0,00  | 89,30 | 265,24 |
| 7   | 4     | Cordano Russell     | Canada                     | 69,00 | 86,99 | 85,38 | 91,50 | 0,00  | 0,00  | 0,00  | 263,87 |
| 8   | 4     | Richard Tury        | Slovacia                   | 87,84 | 53,37 | 78,84 | 0,00  | 0,00  | 0,00  | 91,31 | 257,99 |
| 9   | 2     | Vincent Milou       | Franța                     | 62,29 | 71,49 | 87,20 | 0,00  | 94,09 | 0,00  | 0,00  | 252,78 |
| 10  | 1     | Mauro Iglesias      | Argentina                  | 8,73  | 79,50 | 0,00  | 90,12 | 0,00  | 0,00  | 79,47 | 249,09 |
| 11  | 1     | Matt Berger         | Canada                     | 44,53 | 51,99 | 0,00  | 0,00  | 0,00  | 88,50 | 89,95 | 230,44 |
| 12  | 2     | Brandon Valjalo     | Africa de Sud              | 31,25 | 33,50 | 0,00  | 81,61 | 82,06 | 0,00  | 0,00  | 197,17 |
| 13  | 3     | Giovanni Vianna     | Brazilia                   | 85,67 | 44,03 | 0,00  | 0,00  | 92,85 | TNS   | 0,00  | 178,52 |
| 14  | 4     | Ginwoo Onodera      | Japonia                    | 49,50 | 83,51 | 0,00  | 0,00  | 93,57 | 0,00  | 0,00  | 177,08 |
| 15  | 3     | Felipe Gustavo      | Brazilia                   | 26,29 | 64,67 | 93,22 | 0,00  | 0,00  | 0,00  | 0,00  | 157,89 |
| 16  | 2     | Aurélien Giraud     | Franța                     | 44,26 | 55,64 | 0,00  | 0,00  | 0,00  | 88,07 | 0,00  | 143,71 |
| 17  | 3     | Gustavo Ribeiro     | Portugalia                 | 48,31 | 33,37 | 0,00  | 93,83 | 0,00  | 0,00  | 0,00  | 142,14 |
| 18  | 3     | Ryan Decenzo        | Canada                     | 18,06 | 25,84 | 0,00  | 0,00  | 90,85 | 0,00  | 0,00  | 116,69 |
| 19  | 1     | Shane O'Neill       | Australia                  | 13,41 | 16,50 | 0,00  | 0,00  | 0,00  | 91,00 | 0,00  | 107,50 |
| 20  | 4     | Joseph Garbaccio    | Franța                     | 39,72 | 72,57 | 0,00  | 0,00  | 0,00  | 0,00  | 0,00  | 72,57  |
| 21  | 2     | Chris Joslin        | Statele Unite ale Americii | 50,84 | 31,50 | 0,00  | 0,00  | 0,00  | 0,00  | 0,00  | 50,84  |
| 22  | 1     | Jhancarlos González | Columbia                   | 47,64 | 48,09 | 0,00  | 0,00  | 0,00  | 0,00  | 0,00  | 48,09  |

### Finala
Rezultate finală.
| Loc | Skateboarder     | Țară                       | Run   | Run   | Trick | Trick | Trick | Trick | Trick | Total  |
| Loc | Skateboarder     | Țară                       | 1     | 2     | 1     | 2     | 3     | 4     | 5     | Total  |
| --- | ---------------- | -------------------------- | ----- | ----- | ----- | ----- | ----- | ----- | ----- | ------ |
| 1   | Yuto Horigome    | Japonia                    | 89,90 | 68,54 | 94,16 | 0,00  | 0,00  | 0,00  | 97,08 | 281,14 |
| 2   | Jagger Eaton     | Statele Unite ale Americii | 61,77 | 91,92 | 92,80 | 93,87 | 0,00  | 95,25 | 0,00  | 281,04 |
| 3   | Nyjah Huston     | Statele Unite ale Americii | 87,06 | 93,37 | 92,79 | 93,22 | 0,00  | 0,00  | 0,00  | 279,38 |
| 4   | Sora Shirai      | Japonia                    | 90,11 | 39,34 | 93,80 | 0,00  | 0,00  | 94,21 | 0,00  | 278,12 |
| 5   | Richard Tury     | Slovacia                   | 87,85 | 89,31 | 92,09 | 0,00  | 0,00  | 92,58 | 0,00  | 273,98 |
| 6   | Kelvin Hoefler   | Brazilia                   | 87,25 | 38,74 | 90,14 | 0,00  | 92,88 | 0,00  | 0,00  | 270,27 |
| 7   | Cordano Russell  | Canada                     | 19,06 | 23,55 | 0,00  | 92,88 | 93,32 | 94,93 | 0,00  | 211,80 |
| 8   | Matias Dell Olio | Argentina                  | 69,14 | 69,86 | 0,00  | 0,00  | 0,00  | 0,00  | 84,12 | 153,98 |